# Las Flechas, Durango
Las Flechas är en ort i Mexiko.   Den ligger i kommunen San Dimas och delstaten Durango, i den centrala delen av landet, 800 km nordväst om huvudstaden Mexico City. Las Flechas ligger 2 225 meter över havet och antalet invånare är 128.
Terrängen runt Las Flechas är huvudsakligen kuperad, men åt sydväst är den bergig. Runt Las Flechas är det ganska tätbefolkat, med 60 invånare per kvadratkilometer. Närmaste större samhälle är Tambores de Abajo, 10,9 km norr om Las Flechas. I omgivningarna runt Las Flechas växer huvudsakligen savannskog.